# SK 와이번스의 응원가와 응원 문화
SK 와이번스의 팀 응원가로는 레이지본의 노래인 《불꽃투혼! SK!》와 창단 당시부터 불리고 있는 《불타는 패기》가 사용되고 있다.

## 응원 스타일
- 응원의 대부분은 응원단장과 치어리더의 리드에 의해서 진행된다.
- 분위기가 고조되면 파도 타기 응원을 하기도 한다. 이때 항구 도시를 상징하기 위해 뱃고동 소리가 울려 퍼진다.
- 경기 시작 전, 선발 라인업을 발표할때는 나이트위시의 기악곡 〈Moondance〉를 초반부와 중후반부만 사용하도록 편집한 곡을 배경음악으로 사용한다.[1]
- 문학 홈 경기 때 8회초가 종료되면 인천 연고팀의 고유 응원가인 《연안부두》를 방송하며, 방송을 따라 관중들이 열창한다. 이때 한소절이 끝날때마다 "인천 SK"를 외친다. 이때 3루 벽에 설치된 가로 전광판을 통해 가사를 출력하여 1루측 관중이 따라 부를 수 있도록 하였다.
- 《연안부두》를 부를 때 시각적 효과를 극대화하기 위하여 관중들이 불꽃 막대를 이용하기도 하였으나 현재는 스마트폰 애플리케이션의 플래시를 사용하는 것으로 바뀌었다. 다만 구단에서는 원활한 경기 진행을 위해 1절을 부른 뒤에는 플래시를 꺼달라고 당부하고 있다.
- 이 외에 레이지본의 노래인 《불꽃투혼! SK!》 와 창단 당시부터 불리고 있는 《불타는 패기》 가 있다. 《불타는 패기》는 4대 와이번스걸인 클리나가 편곡하기도 하였다.
- 응원 도구에는 빨간색 풍선막대가 사용되며, 2,000원의 가격에 판매되고 있다.
- SK 와이번스 공식 서포터즈인 비룡천하는 피켓등을 동원한 응원을 모든 문학 홈 경기와 일부 서울 원정경기때 진행한다. 가끔 비룡천하는 지방 원정 응원을 가는 경우도 있다.
- 2008년 시즌까지 상대 투수가 1루나 2루에 나가 있는 주자에게 견제구를 던지면 견제 야유로 "야! 그러면 안 되지!"를 외쳤으나, 그 시즌에서 윤길현의 빈볼 시비 발생 이후 김성근 감독의 자제 요청으로 견제 야유를 하지 않았다.[2] 이만수 감독 취임 이후에는 견제 야유를 다시 하게 되었지만, 구호는 "우"로 바뀌었고, 김용희 감독 체제때부터 "쩔어, 쩔어, 쩔어, 그러면 안 되지"라는 공식 견제 야유 구호를 제정하였다.
- SK 와이번스 주자가 도루할 수 있는 기회가 나오면 노라조의 《슈퍼맨》의 일부인 "오늘도 달리고 달리고 살리고 살리고"부분이 끝나고 "뛰어!"를 외친다.
- SK타자가 파울타구를 날리거나 SK의 포수 혹은 감독이 마운드를 방문할 때 동요 "우리 모두 다 같이"를 틀고 한 소절이 끝날 때 박자에 맞춰 "SK"를 외친다
- SK 와이번스 타자가 3볼 2스트라이크의 상황에 놓이게 될 경우, "투쓰리 풀카운트, 함성과 함께 다같이!"를 외치고 응원단장의 리드에 따라 박수를 친다. KBO 리그의 볼 카운트 세는 법이 바뀐 이후에도 이 구호는 계속 사용되고 있다.
- SK 투수가 상대 주자에게 견제 후 상대 응원석에서 견제 야유 구호를 외치면 SK 응원석에서는 "쉬~"를 틀며 맞대응한다.[3]
- 2012년부터는 2볼 2스트라이크 상황에서 신호음과 전광판 화면을 상영하는 동시에 관중들이 'Go!'를 외치는 응원을 하고 있다. 전광판 화면은 초기에는 선수 얼굴이 점점 빨개지는 장면을 사용했으나, 이후 변경되었다.
- 2012년부터는 문학 홈경기에서 SK 와이번스 타자들의 공격때 타자 응원가 가사를 3루 벽에 설치된 가로 전광판에 출력하여 응원가를 따라 부를 수 있도록 하고 있다.
- 2014년부터는 이루마의 'Kiss the rain'을 편곡한9회초(원정의 경우 9회말) 및 연장전 상황에서 새로운 응원가인 '투혼의 와이번스'를 부른다. 가사는 다음과 같다

투혼의 와이번스 워어어 워어어
승리를 위하여 워어어어
투혼의 와이번스 워어어 워어어
승리를 위하여 We are the one
불!꽃!투!혼! 인!천!S!K!
투혼의 와이번스 워어어 워어어
승리를 위하여 워어어어
투혼의 와이번스 워어어 워어어
승리를 위하여 We are the one
승리를 위하여 We are the one

## 타자 응원가
타자마다 응원가가 다르며 원곡과 개사 부분은 아래와 같다.
- 최정 - 동요 둥글게 둥글게

(빠바밤빰빠밤) 최! (빠바밤빰빠밤) 정! (빰빠밤빠밤빠밤빠) 최정 홈런!
- 김성현 - 유정석 - 승리의 약속

날려라 투혼 SK 와이번스의 김~성현 (김성현) ×2 세상에 빛이 되는 너의 안타를 보~여줘 가자 김!성!현! 승리 위~해~
- 한유섬 (개명전 한동민)  - Pat Boone - Speedy Gonzales

야야야야~ 한유섬(한동민) 날려버려라~ (홈런!) 한유섬(한동민) 날려버려라~ (홈런!) 한유섬(한동민) 날려버려라~ ×2
- 김창평 - 클레멘타인

김창평 안타~ 김창평 안타~ 와이번스 김창평 ×4
- 안상현 - 자작곡

워어어 워어 와이번스 안상현 워어어 워어 치고 달려라~ ×2
- 최준우 - CCM - 내 손을 주께 높이 듭니다

와이번스 최준우 안타 워어어어어어어어~ 와이번스 최준우 안타 워어어어 최준우~ ×2
- 최지훈 - CCM - 주 예수 사랑 기쁨

최지훈 안타~ 최지훈 안타~ 오오오오오오오~ 최지훈 안타~ 최지훈 안타~ 와이번스 승리 위하여 ×2
- 박종훈 - 자작곡

워우워우 SK 박종훈 워우워우 오늘도 이긴다 ×2 따뜻한 울림 뜨거운 질주 불!꽃!투!혼! 따뜻한 울림 뜨거운 질주 SK 박종훈!

#### 추억의 응원가
- 정경배 - 드보르작 - 신세계 교향곡

정경배~ 정경배~ 안타 정경배~ (안타!) ×2
- 김재현 - 뚜띠 - 짝짝짝

따단딴단 따~라라라 김재현! 따단딴단 따~라라라 김재현! 한박자 쉬고! 두박자 쉬고! 세박자 마저쉬고 김!재!현! 짠짠짠짠 짠짠짠짠 짠짠짠짠 홈!런! 짠짠짠짠 짠짠짠짠 짠짠짠짠 홈!런!
- 최동수 - 아틀란티스

빠밤 최! 빠밤 동! 빠밤 수! 한!방! ×2
- 박정환 - Ricky Astley - Together Forever

박정환 날려라 날려버려 불!꽃!투!혼! 박!정!환! 박정환 날려라 날려버려 인!천!S!K! 박!정!환! ×2
- 박재홍 - 트랜스픽션 - 승리를 위하여

오오~ 오오오오~ 오오오오~ 오오~ SK 박재홍 ×4
- 권용관 - 김학래 - 해야 해야

안타 안타 권용관 안타! SK 권용관 안타 치러 간다~
- 이호준 - Pat Boone - Speedy Gonzales

야야야야~ 이호준 날려버려라~ (홈런!) 이호준 날려버려라~ (홈런!) 이호준 날려버려라~ ×2
- 모창민 - 닐리리 맘보

안타 날려 모창민 (안! 타!) 안타 날려 모!창!민! ×4
- 정근우 - Boys Like Girls - The Great Escape / 산울림 - 개구쟁이 / SK 텔레콤 CM 되고송

1. 와이번스 날쌘돌이~ 정근우~ 와이번스 날쌘돌이 정근우~ 최고의(최고의) 2루수(2루수) 와이번스의 근우~
2.정근우 안타 날려라~ 와이번스 날쌘돌이 정근우(안타 정근우) ×2
3.근우가 치면 안타가 되고~ 근우가 뛰면 도루가 되고~ 근우 나가면 꼭 점수가 되고 언제나 상대팀은 울상이 되고~ 안되는게 어딨어 정근우가 있는데 오늘도 근우 고고고고~ 정근우가 있으면 언제나 승리 정근우 화이팅!
- 최윤석 - 터보 - Goodbye Yesterday

난나나나 안타 최윤석 난나나나 안타 최윤석 난나나나 안타 최윤석 안!타! 최!윤!석! ×2
- 박경완 - 소명 - 유쾌상쾌통쾌

유쾌하게 안타! 상쾌하게 홈런! 통쾌하게 날려라~ 최고의 타자 박~경완~(무조건 안타! 무조건 홈런!) 최고의~ 타자~ 박~경완~ (박!경!완!)
- 조인성 - 김조한 - You Are My Girl

SK 조인성~ 홈런을 날려버려 하늘 끝까지 SK 조인성~ 오~오~오오오오오~ ×2
- 안치용 - 쿨 - 또 자 쿨쿨

우리모두 안! 우리같이 치! 다같이 용! 와이번스 난세영웅! 와이번스 안!치!용! 와이번스 난세영웅! 와이번스 안!치!용!
- 김상현 - 신해철 - 안녕

SK 김상현 오오오오오오오오오~ ×4
- 정상호 - 소방차 - 사랑하고 싶어 / 2 Unlimited - Twilight Zone

1.정상호 홈런~ 정상호 홈런~ 정상호~ 홈런 날려라~ (살리고 살리고) 정상호 홈런~ 정상호 홈런~ 정상호~ 홈런 날려라~ ×2
2.(박자에 맞춰서) ~호 ~호 ~호 ~호
- 신현철 - 이승환 - 세상에 뿌려진 사랑만큼

SK~ 신현철~ SK~ 신현철~ 열정과 패기로 승리위해 날아라~ SK~ 신현철~ SK~ 신현철~ 열정과 패기로 승리위해 날아라~
- 박진만 - 비스트 - Beautiful

와이번스의~ 박진만~ 박진만~ 시간이 지나도~ 대한민국 최고 유격수 SK 와이번스 박진만~ 최고의 박진만 오! 박진만~ 박진만~ 시간이 지나도~ 대한민국 최고 유격수 SK 와이번스 박진만~ 최고의 박진만~
- 임훈 - 루트비히 판 베토벤 - 환희의 송가

와이번스 터프가이 임훈 안타 날려라 ×2 오 오오 오오오 오오 오오오오오 오오오 와이번스 터프가이 임훈 안타 날려라
- 김연훈 - Lou Sern - Swiss Boy

SK~ 김연훈 김연훈 SK~ 김연훈 김연훈 SK~ 김연훈 김연훈 날려라 날려버려~
- 이명기 The click five - Time machine / 개선행진곡

1. 이명기~ 이명기~ 와이번스 초신성~ SK 승리위해서 치고 달~려라
2. 이명기 워어어 이명기~ 워어어 와이번스 승리 위해 워어어 워어어 이명기~ ×2
3. SK~ 날려라 이명기 오오오오오오 안타 날려라 이명기 오오오 오오오~ ×2
- 김민식 - Goombay Dance Band - Sun Of Jamaica

안타 김민식~ 오 안타 김민식~ 와이번스의 김민식~ (살리고! 살리고!) ×2
- 이성우 - 클레멘타인

이성우 안타~ 이성우 안타~ 와이번스 이성우 ×4
- 최정민 - 노현태,정상수 - 랩을 못해 죄송합니다

(SK와이번스 최정민) 번트 대고 뛰고 안타 치고 뛰고 SK와이번스 최정민 ×2
- 조성우 - Shaun Cassidy - Da Doo Ron Ron

1. SK 와이번스 조성우~ 라라랄라라라라랄라~ SK 와이번스 조성우~라라랄라라라라랄라~ Hey Hey 조성우~ Hey Hey 조성우~ Hey Hey 조성우~ SK 와이번스 조성우~
2. 안타 날려 조성우 안타 날려 조성우 ×2
- 박재상 - 뉴질랜드 마오리족 민요 Pokarekare Ana /싸이 - 예술이야

1. SK 박재상~ SK 박재상~ 오오오오오~ 오오오오~ ×2
2. 날려라 와이번스의 박재상~ 날려라 와이번스의 박재상~ 수비는 미친듯이 예술이야~ 우에오~ 우에오~ 우에오~ ×2
- 조동화 - 소방차 - 어젯밤 이야기 / 되고송 / Boys Like Girls - The Great Escape

1. (한 소절이 끝날 때마다) 안!타! 조!동!화! ×4
2. 동화가 치면 안타가 되고 동화가 뛰면 도루가 되고 동화 나가면 꼭 점수가 되고 언제나 상대팀을 울상이 되고. 안되는 게 어딨어 조동화가 있는데 오늘도 동화 Go GO GO GO 조동화 있으면 언제나 승리 조동화 화이팅
3. 와이번스 날쌘돌이 조동화 와이번스 날쌘돌이 조동화 달려라 조동화 와이번스의 동화~
- 박계현 - Fool's Garden - Lemon Tree

박계현 박계현 와이번스의 박계현 승리를 위해 달린다 오오 오오오~ ×2
- 이대수 - 차이코프스키 - 백조의 호수

오~ 와이번스 이대수 오오~ 안타 이대수~ ×2
- 김동엽 - 자작곡

아~ 킹동엽 오오오오~ 킹동엽 오오오오~ 킹동엽 오오오오~ 와이번스의 킹동엽!
- 조용호 - 개선행진곡

SK 날려라 조용호 오오오오오 안타 날려라~ 조용호 오오오오오오~ ×2
- 강승호 - 자작곡

치고 달려라 강승호~ 와이번스의 강승호~ 치고 달려라 강승호~ 와이번스 강승호 ×2
- 박승욱 - Robert Planquette - Le Regiment de Sambre et Meuse

박승욱 안타 날려라 오오오오~ 오오오오~ 박승욱 안타 날려라 오오오오오오오오 ×2
- 최승준 - 동요 오 수재너

랄랄라라~ 랄랄라라~  홈런 최승준 (헤이) ×2 와이~번스~ 승리를 위해~ 랄랄라라~ 랄랄라라~ 홈런 최승준~ (헤이!)
- 배영섭 - John Philip Sousa - The stars and stripes forever

투혼의 그 이름 배영섭 오오오 오오오 오오 투혼의 그 이름 배영섭 오오오오 오오 ×2
- 박정권 - 바그너 - '쌍두 독수리 깃발 아래서

천하무적 박정권 홈런 날려라(헤이!) ×4
- 김강민 - 엔리코 카루소 - O sole mio

안타 김강민~ 안타 김강민~ 안타 김강민~ 오오오오~ 김강민~ 오오오오~ 짐승 강민~ 오 김강민~
- 나주환 - DJ DOC - DOC와 춤을

나~주환~ 안타~ 나주환~ ×2
- 허도환 - Goombay Dance Band - Sun Of Jamaica

안타 허도환~ 오 안타 허도환~ 와이번스의 허도환~ (살리고! 살리고!) ×2
- 노수광 - 지니 - 바른생활

오~ 오~ 오~예 SK 와이번스 날려버려 노수광 SK 와이번스 안타 노수광
- 이홍구 - 김영철 - 따르릉

SK 와이번스 안타 이홍구~ SK 홈런타자 홈런 이홍구~ 안타안타홈런홈런 안타 이홍구 홍구야 홍구 홍구야 이홍구야 x2 이홈런 저홈런 만나봤겠지만 즐거웠겠지만 홍구 홈런이 최고야~
- 김재현 - 정용화 - 넌 내게 반했어

김재현 날아라 날아라~ 영원한 와이번스 승리를 위해~ ×2 김~재현 오오 김재현~ 김~재현 오오 와이번스 김재현~
- 윤석민 - 자작곡

윤석민 승리를 위하여 저 멀리 날려라~ 워워워~ 워어어어~ ×2
- 채태인 - 자작곡

오~ 와이번스 채태인 승리의 안타 날려라 ×4
- 정진기 - 자작곡

와이번스 정진기~ 안타 정진기~ 와이번스 정진기~ 안타 정진기(헤이) ×2
- 고종욱 - 자작곡

밀어쳐도 안타! 당겨쳐도 안타! 와이번스 고종욱 안타! 밀어쳐도 안타! 당겨쳐도 안타! 와이번스 승리를 위하여~ ×2
- 정의윤 - 쿨 - 또 자 쿨쿨

우리모두 정! 우리같이 의! 다같이 윤! 와~ 와이번스 파워히터! 와이번스 정!의!윤! 와이번스 파워히터! 와이번스 정!의!윤!
- 남태혁 - 자작곡

남태혁 오! 남태혁 시원하게 날려라 남태혁 오! 남태혁 승리 위해 외쳐라 ×2
- 정현 - CCM 치킨보다 주님

와이번스 정현~ 날려버려 정현~ 외쳐보자 정현 오오오오오~ ×2
- 유서준 - Arabesque - Hello Mr. Monkey

오 오오 오 오 와이번스 유서준 ×4 안! 타! 유!서!준!
- 이현석 - 차이코프스키 - 백조의 호수

오~ 와이번스 이현석 오오~ 안타 이현석~ ×2
- 이재원 - 엘리제를 위하여

와이번스 이재원~ 오오오~ 오오오오~ ×2 이재원~ 오오오오~ 오오오오~ 오오오오~ 와이번스 이재원~ 오오오~ 오오오오~
- 최항 - 모차르트 교향곡 40번 1악장

와이번스 최항 안타~ 빠라밤빠라밤빠라밤 와이번스 최항 홈런~ 빠라밤빠라밤빠라밤 와이번스 최항 안타! 와이번스 최항 홈런! 빠바바바바 ×2
- 이흥련 - 자작곡

이흥련 날려버려~ 승리 위해~ 워어어~ 워어어~ 워어어어~ ×2
- 루크 스캇 - 장미여관　- 오빠라고 불러다오

와이~번스 루크 스캇! ×3 홈런타자 루크 스캇!
- 앤드류 브라운 - Harold Faltermeyer & Steve Stevens - Top Gun Anthem

1. 와이번스의 슬러거 앤드류 브라운 오오오오~ 와이번스의 슬러거 앤드류 브라운 오오오~ ×2
2. 앤드류 브라운~ 앤드류 브라운~ 최고의 슬러거~ 앤드류 브라운~ ×2
- 헥터 고메즈 - Two Steps From Hell - Dragon Rider / 빅뱅 - 뱅뱅뱅

1. 헥터 고메즈 오오오오~ 와이번스 고메즈 오오오오 ×2
2. 빠밤밤밤빠 빠밤밤밤빰 헥~터 고~메즈 ×4
- 대니 워스 - Europe - The Final Countdown

대니 워스 오오오오오~ ×4 오오오~ 와이번스 대니 워스
- 타일러 화이트 - 자작곡

타일러 화이트 날려라 워어어어~ 오오오오오오~ 오~ 승리를 위하여 ×2
- 제이미 로맥 - 베토벤 - 환희의 송가

와이번스 홈런 타자 로맥 홈런 날려라~ 와이번스 홈런타자 로맥 홈런 날려라~ 오오 오오 오오오 오오 오오오 오오 오오오~ 와이번스 홈런 타자 로맥 홈런 날려라~ ×2

## 선수 등장곡
- 타자
  - 최정 - House of Pain -  'Jump around'
  - 김성현 - 원더걸스 -  'Be my Baby'
  - 한유섬 (개명전 한동민)  - 사이먼 도미닉 - 'Simon Dominic'

## 선수별명
- 문학 홈경기에서 SK 와이번스 타자들의 타석 때, 투수가 등판할 때 선수의 사진, 이름, 등번호, 별명을 가로 전광판에 띄우고 있으며 다음과 같다

- 현역타자
  - 최정 - 소년장사 -> 야구천재
  - 김성현 - 물샐틈 없는 내야수비 -> 식스센스
  - 한동민 - 동미니칸

- 현역투수
  - 박종훈 - 신형잠수함
  - 서진용 - 파이어드래곤
  - 문승원 - New Moon

- 은퇴/이적타자
  - 김재현 - 캐넌히터
  - 박재홍 - 리틀쿠바
  - 이호준 - You're my hero
  - 정근우 - 날쌘돌이 -> 총알탄사나이
  - 박경완 - 포도대장
  - 최윤석 - 내야의 살림꾼
  - 안치용 - 난세영웅
  - 조인성 - 비룡의 앉아쏴 -> 파워히터
  - 김상현 - 해결사
  - 임훈 - 카리스마
  - 박진만 - 내야의 종결자 -> 국민유격수
  - 정상호 - 터미네이터
  - 김연훈 - 철통수비
  - 신현철 - 철벽수비
  - 이명기 - 멀티히터
  - 최정민 - 팀플레이어
  - 김민식 - 공격첨병
  - 박재상 - 아트스윙
  - 허웅 - 7전8기
  - 조성우 - 아이언맨
  - 조동화 - 가을동화
  - 이대수 - 빗장수비
  - 김동엽 - 거포교과서
  - 나주환 - 유격대장 -> 만능내야수
  - 윤정우 - 히든카드
  - 박정권 - 천하무적
  - 노수광 - 노토바이
  - 정진기 - 진기스칸
  - 정의윤 - 파워히터
  - 이재원 - 좌완킬러 -> MR.클러치
  - 김강민 - 본능수비 -> 짐승수비
  - 루크 스캇 - 썬더
  - 앤드류 브라운 - 리쎌웨폰
  - 헥터 고메즈 - 토네이도
  - 대니 워스 - WORTHY
  - 제이미 로맥 - 홈런공장 북미지점장

- 은퇴/이적투수
  - 가득염 - 우승가득
  - 정대현 - 여왕벌
  - 송은범 - 긍정의 힘
  - 최영필 - 풍운아
  - 진해수 - 백절불굴
  - 정우람 - 완소남 -> 돌아온수호신
  - 엄정욱 - 와일드씽
  - 이한진 - 꽃미남잠수함
  - 윤길현 - 명품슬라이더
  - 이재영 - 블랑카
  - 이승호 - 왕의 귀환
  - 전병두 - 좌완 파이어볼러
  - 고효준 - New닥터K
  - 전유수 - 버팀목
  - 문광은 - Rising Moon
  - 박정배 - New Hope
  - 김광현 - 대한민국에이스 (현재활동중)
  - 채병용 - 돌직구
  - 이승진 - 파프리카
  - 윤희상 - 히든카드 -> Rising star
  - 박희수 - 예비역의 돌풍 -> 다크템플러
  - 정영일 - 구원대장
  - 신재웅 - 막강허리
  - 김태훈 - 좌완다크호스
  - 김주한 - 역투쟁이
  - 로스 울프 - 칼날제구
  - 조조 레이예스 - 철벽투
  - 트래비스 밴와트 - 밴호투
  - 크리스 세든 - 핸섬가이
  - 메릴 켈리 - Pin Point Control

## 역대 응원단장
- 2000년 : 최기연
- 2001년 : 박상돈
- 2002년 ~ 2005년 : 김용문
- 2006년 ~ 2007년 : 원명호
- 2008년 : 홍창화
- 2009년 ~ 2012년 : 박홍구(단장), 이윤승(부단장)
- 2013년 : 박홍구
- 2014년 ~ 현재 : 정영석